# Теран Теран, Эдгар
Эдгар Теран Теран (исп. Edgar Teran Teran; 18 июня 1939, Кито, Эквадор — 15 ноября 2011) — министр иностранных дел Эквадора (1984—1987).

## Биография
Окончил военную академию Эквадора, затем — Центральный университет Эквадора. Доктор права.
Преподавательская деятельность:
- 1965—1969 гг. — в Центральном университете Кито,
- 1976—1981 гг. — в Национальной политехнической школе,
- 1986 г. — в Католическом университете.

Государственная служба:
- 1968 г. — советник президента по правовым вопросам,
- 1969 г. — генеральный секретарь государственного управления,
- 1971—1972 гг. — президент Института внешней торговли,
- 1984—1987 гг. — министр иностранных дел Эквадора,
- 1992—1996 гг. — посол в США.

Затем — вице-президент и адвокат национальной федерации адвокатов.